# Bohdziuki
Bohdziuki (biał. Багдзюкі, ros. Богдюки, Bogdiuki) – wieś na Białorusi, w obwodzie grodzieńskim, w rejonie brzostowickim, w sielsowiecie Brzostowica Mała.